# Хинолиновый жёлтый
Хинолиновый жёлтый (англ. Quinoline Yellow), также известен как Acid Yellow 3 — органическое соединение, жёлто-зелёный краситель. Формула сульфосоли C18H9NO8S2Na2, номер CAS 8004-92-0. Зарегистрирован как пищевая добавка E104, в ряде стран используется в качестве пищевого красителя, 
Хинолиновый жёлтый имеет две формы:
- Хинолиновый жёлтый SS — растворимый в спирте;
- Хинолиновый жёлтый WS — растворимый в воде, сульфированная форма соединения Хинолиновый жёлтый SS.

## Физические и химические свойства
- Цветовой индекс C.I. 47005
- Молекулярная масса 477,41 g·mol−1
- Температура плавления 150 °C

## Использование
Хинолиновый жёлтый используется как зеленовато-жёлтый пищевой краситель во многих странах. Он является пищевой добавкой и обозначается номером E104. В Европейском союзе и Австралии хинолиновый жёлтый разрешён в напитках и используется в различных пищевых продуктах, таких как соусы, кондитерская крошка и т. д. Примечательно, что хинолиновый жёлтый не разрешён в США и Канаде в качестве безопасной пищевой добавки, при этом его применение разрешено в лекарствах и косметике, он обозначен как D&C Yellow 10. Краситель также не упоминается в Кодексе Алиментариус.

## Безопасность
Нет никаких доказательств, что хинолиновый жёлтый связан с какой-либо долгосрочной токсичностью. Он не является генотоксичным или канцерогенным, и нет доказательств неблагоприятного воздействия на репродукцию или развитие. Искусственные пищевые красители в целом были предметом тщательного изучения их влияния на здоровье.

### СДВГ-поведение у детей
В 2007 году, Британское агентство по пищевым стандартам (FSA) пересмотрело рекомендации в отношении некоторых искусственных пищевых добавок, в том числе E104. Автор доклада, профессор Джеймс Стивенсон из Саутгемптонского университета, заявил: «Это было крупное исследование в важной области. Полученные результаты свидетельствуют о том, что потребление определённых смесей искусственных пищевых красителей и консерванта бензоата натрия связаны с повышением гиперактивного поведения у детей. Однако родители не должны думать, что просто исключение из рациона этих пищевых добавок позволит избежать расстройств. Нам известно, что многие другие аспекты влияют на гиперактивность, но по меньшей мере этой причины ребёнку можно избежать».
Следующие добавки были протестированы в исследовании:
- Хинолиновый жёлтый (E104) — жёлто-зелёный пищевой краситель
- Жёлтый «солнечный закат» (E110) — оранжево-жёлтый пищевой краситель
- Кармазин (E122) — красный пищевой краситель
- Тартразин (E102) — синтетический азокраситель
- Понсо 4R (E124) — красный пищевой краситель
- Красный очаровательный АС (E129) — оранжево-красный пищевой краситель
- Бензоат натрия (E211) — консервант[4]

В 2008 году FSA призвало добровольно отказаться от использования пищевых красителей (но не бензоата натрия) с 2009 года. В дополнение, рекомендовало провести акцию по удалению красителей из еды и напитков в Европейском Союзе, в течение определённого периода. Тем не менее, FSA указало на необходимость дальнейшего изучения вышеуказанных красителей и признало, что ввиду узости данного исследования, его результаты нельзя считать применимыми для населения. В сентябре 2009 года Европейское агентство по безопасности пищевых продуктов (EFSA) приняло постановление о снижении допустимого суточного потребления (ДСП) для красителя хинолиновый жёлтый до 0,5 мг на 1 кг веса, но при этом заявило, что «никакие научные данные не указывают на прямую связь между красителями и изменением в поведении». После исследования FSA от использования красителя Е104 отказались следующие страны: Япония, США, Норвегия. В России и Украине пищевая добавка Е104 является разрешённой для использования в пищевой промышленности.
На данный момент, отсутствуют доказательства влияния хинолинового жёлтого на СДВГ-поведение у детей. Возможно, что некоторые пищевые красители могут выступать в качестве триггера у тех, кто генетически предрасположен, но доказательная база этих утверждений слабая.